# Sherif Sonbol

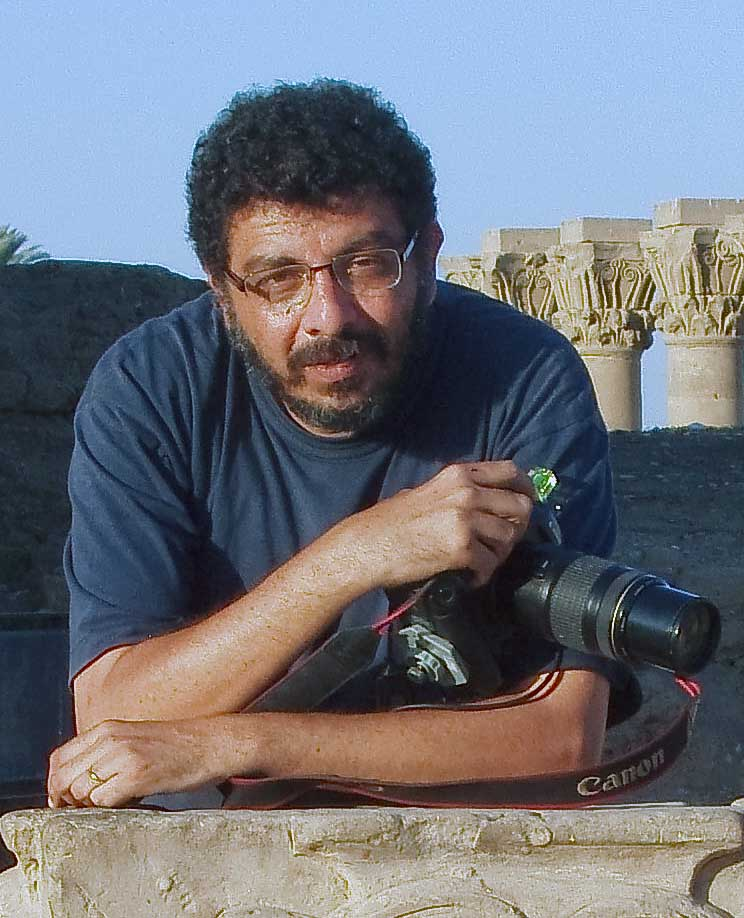
Sherif Sonbol

Sherif Sonbol (* 6. Dezember 1956 in Gizeh; † 24. Dezember 2023) war ein ägyptischer sozialkritischer Fotograf. Thema seiner Fotografien waren Kunst und Kultur in Ägypten. Daneben veröffentlichte Sonbol regelmäßig Artikel und Bücher über internationale Kunst und Kultur in arabischer Sprache. Seine Arbeit zeichnet sich durch ihre besondere Ästhetik aus.

## Leben
Sherif Sonbol wurde als Sohn eines Ingenieurs geboren und verlor früh seine Mutter. Ursprünglich hatte er den Wunsch gehabt, Medizin zu studieren, wurde jedoch Mitarbeiter in der Versicherungsfirma „Misr Insurance“. Die Fotografie entdeckte er während dieser Tätigkeit als Hobby.
Etwa 1990 beendete Sonbol seine Arbeit für die Versicherungsfirma und fing in der Fotografieabteilung der ägyptischen, arabischsprachigen Zeitung Al-Ahram Al-Yomi an, die damals zu den bekanntesten Zeitungen des Nahen Ostens zählte. Seit 1988 arbeitete der Fotograf auch am Opernhaus Kairo, veröffentlichte im Rahmen dieser Tätigkeit zwei Bücher und organisierte mit und für die Oper mehrere Fotoausstellungen. Neben diesen Hauptanstellungen arbeitete Sherif Sonbol als freier Fotograf und veröffentlichte Fotobücher in englischer und arabischer Sprache. Seine Fotos sind gelegentlich auf Ausstellungen im In- und Ausland zu sehen.
Er starb am 24. Dezember 2023 im Alter von 67 Jahren.

## Werk
Zeitungen und Zeitschriften
Sonbol arbeitete für die folgenden Zeitungen und Zeitschriften:
- Al-Ahram Al-Yomi, die vermutlich meistgelesene Tageszeitung Ägyptens
- Al-Ahram Weekly, die englische Wochenzeitung der Al-Ahram
- Kalam al-Nas, Zeitschrift über Mode und Stars
- Maraia al-Nas, Zeitschrift für Innenarchitektur
- Nesf el-Donia, Zeitschrift für Mode und Entertainment[3]

Ausstellungen
- "Marktzenen in Kairo", München 1999
- "The Lightness of Ballet", Lincon Center for the Performing Arts, New York 2003
- "Cairo, the Crossroad of Faith", Bibliothek von Kokkola, Kokkola (Finnland) 2010
- "The Right of Refusal", Kunstverein Bregenz, Bregenz (Österreich) 2012
- "Cairo, the Crossroad of Faith", Warschau 2012[5]
- "Cairo, the Crossroad of Faith", Berlin 2014
- "Cairo, the Crossroad of Faith", Amir Taz Palast, Kairo 2014[6]
- 16 Ausstellungen zu Ballet, Kunst und Kultur, Cairo Opera House, Kairo 1998–2011

## Publikationen
- Opera 1988–1993. (Cairo Opera House 1993)
- Aida. (Cairo Opera House 1999)[7]
- Pharaohs of the Sun: Akhenaten : Nefertiti : Tutankhamen. Bullfinch Press & Boston Museum for Fine Arts, 1999, ISBN 0-8212-2620-7 Teilnahme.
- Swan Lake for Children. Cairo Opera House 2000.
- Mulid! Carnivals of Faith. AUC Press 2001, ISBN 977-424-519-9.
- Mamluk Art: The Splendor and Magic of the Sultans Museum with No Frontiers & Transatlantic Publications 2001, ISBN 1-874044-37-6.
- The Pharaohs. Bompiani Arte & Thames and Hudson 2002, ISBN 88-7423-023-0 Hauptfotograf.
- Der Turmbau Zu Babel – Ursprung Vielfalt von Sprache und Schrift Kunsthistorisches Museum Wien & Skira 2003, ISBN 3-85497-055-2 Teilnahme.
- 40 Pyramids of Egypt and their neighbors. Cyperus Press 2005, ISBN 977-5052-17-3.
- 40 Pyramids of Egypt and their neighbors. (Arabische Version) Al Hayaa Al Masriya Al-Aama Lel Ketab 2005, ISBN 977-419-690-2.
- Egyptian Palaces and Villas. Abrams Inc & AUC Press 2006, ISBN 0-8109-5538-5.
- The Churches of Egypt: From the Journey of the Holy Family to the Present Day. AUC Press 2007 (22012), ISBN 978-977-416-106-3.
- Arts of the City Victorious Yale University Press 2008, ISBN 978-0-300-13542-8. (Hauptfotograf)
- Maged S.A. Mikhail, Mark Moussa (Hrsg.): Christianity and Monasticism in Wadi al-Natrun: Essays from the 2002 International Symposium of the Saint Mark Foundation and the Saint Shenouda the Archimandrite Coptic Society. AUC Press, 2009, ISBN 978-977-416-260-2. (Vorderdeckel-Fotografie)
- Opera 1988-2008 Cairo Opera House 2009. Dar Al-Kotob, Cairo 2009.[8]
- Al-Tahra Palace, A Gem in a Majestic Garden. Cultnat / Bibliotheca Alexandrina, 2009, ISBN 978-977-452-144-7.
- The Nile Cruise, an Illustrated Journey. AUC Press 2010, ISBN 978-977-416-302-9.
- Wonders of the Horus Temple: The Sound and Light of Edfu. AUC Press, 2011, ISBN 978-977-638-900-7. (Einleitung: Zahi Hawass)
- The History and Religious Heritage of Old Cairo: Its Fortress, Churches, Synagogue, and Mosque. AUC Press, 2013, ISBN 978-977-416-459-0.